# Ocna Sibiului

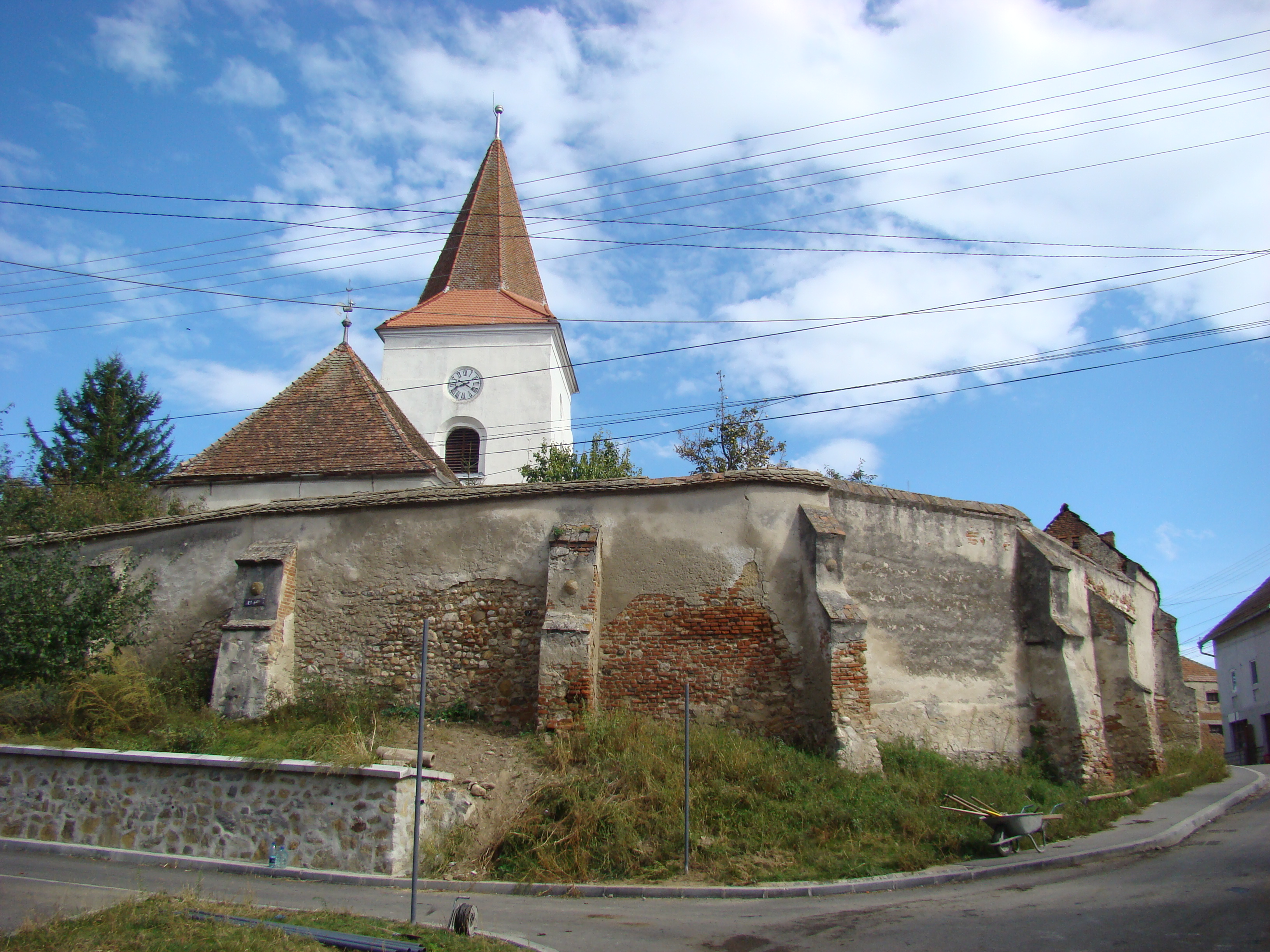
Igreja fortificada de Ocna Sibiului

Ocna Sibiului é uma cidade da Roménia com 4184 habitantes, localizada no județ (distrito) de Sibiu.